# Ferdinand Guillaume
Ferdinand Guillaume, conosciuto con i nomi d'arte Tontolini e Polidor (Bayonne, 19 maggio 1887 – Viareggio, 3 dicembre 1977), è stato un attore, produttore cinematografico, regista e circense francese naturalizzato italiano dell'epoca del film muto.
Ferdinand Guillaume fu uno dei primi grandi artisti del periodo d'oro del cinema muto italiano dei primi anni del XX secolo, ed in particolare uno dei primi protagonisti delle comiche poi denominate "slapstick", precursore insieme al francese André Deed, della commedia comica statunitense, riferimento e probabilmente anche ispiratore per i grandi del genere quali Charlie Chaplin, Buster Keaton e Fatty Arbuckle.

## Biografia
Ferdinand Guillaume discendeva da una famiglia di artisti circensi, i Guillaume, le cui origini riconducono alla nobiltà francese fuggita in Italia per evitare la rivoluzione del 1789 e che casualmente trovò nel mondo circense il proprio ambito d'espressione e di sostentamento. Figlio di Onorato, che fu famoso acrobata e giocoliere, e di Itala Truzzi, artista circense italiana originaria di Brescia, gli zii, Cesare (Bebè) e Umberto (Antonet), furono grandi clown di fama internazionale,
Dal circo Ferdinand ed il fratello Natale appresero l'arte dello spettacolo nelle sue varie sfumature: acrobati, giocolieri, cavallerizzi, clowns. I due fratelli Guillaume si specializzarono in un numero di acrobazia che porteranno in giro anche sulle piazze e nei teatri europei. Nel 1908 durante un'esibizione romana furono notati da produttori cinematografici che proposero loro di entrare a far parte della famiglia della nuova forma artistica nascente.
Due anni dopo (1910) Ferdinand, il fratello e le rispettive consorti compirono il balzo definitivo nel cinema accettando la proposta della casa di produzione cinematografica romana Cines. Ferdinand Guillaume assunse il nome d'arte "Tontolini" e realizzò in poco più di un anno oltre un centinaio di comiche a un ritmo ossessivo; positiva l'accoglienza del pubblico che già aveva il beniamino del genere in Cretinetti (André Deed) e che imparò subito ad apprezzare la comicità di Tontolini, i suoi funambolismi e la grande espressività facciale, i suoi occhi vivaci e la buffa fisicità. Sempre nel 1911 fu protagonista del Pinocchio, primo lungometraggio di Giulio Antamoro.
Dal 1912 al 1914 Ferdinand Guillaume, con la collaborazione della famiglia, realizzò un centinaio di comiche con la torinese Pasquali Film inventandosi il nuovo personaggio "Polidor" (mutuato da un cavallino delle sue prime esperienze circensi) e con questo appellativo conosce anche la notorietà internazionale: i suoi film sono distribuiti anche in Gran Bretagna, Francia, Spagna, Germania, Austria, Paesi Bassi, America.
I primi segnali di difficoltà delle produzioni nazionali (1914) e le mutate condizioni economiche generali prebelliche, convinsero Polidor a produrre da sé le proprie comiche collaborando con diverse case cinematografiche e realizzando una cinquantina di pellicole fino al 1916. Negli anni a seguire le produzioni si stabilizzarono in tre-cinque annue; dal 1918 Polidor si indirizzò verso il lungometraggio; il 1920 vide la perdita del fratello Natale, perito in incidente aereo durante la realizzazione di un film e la fine della produzione cinematografica del periodo muto di Polidor.
Gli anni venti videro il ritorno di Polidor nei teatri di vaudeville perfezionando uno spettacolo di varietà che ripropose in tournée itineranti per la Penisola che lo vide direttore e protagonista guastatore di numeri altrui di comici, acrobati, danzatori, musicisti. Nel 1937 riapparve sullo schermo ne Il corsaro nero, una manciata di apparizioni negli anni quaranta e nel 1950 la partecipazione alla rivista di Nino Taranto.
È stato protagonista di quasi trecento pellicole. Federico Fellini, memore delle sue comiche giovanili, affidò a Polidor il ruolo del monaco ne Le notti di Cabiria (1957), sarà anche il clown de La dolce vita (1960) e di 8½ (1963) e il vecchio attore quasi cieco -  che ricorda Totò - in Toby Dammit (1968). Pier Paolo Pasolini lo chiamò per interpretare il ruolo del becchino in Accattone (1961).
Guillaume è morto il 3 dicembre del 1977 a Viareggio, città nella quale risiedeva dal 1946, all'età di 90 anni.

## Filmografia parziale
- Tontolini (1910)
- Tontolini e Cocò rivali in amore (1910)
- Pillole portentose (1910)
- Pinocchio (1911)
- Lea salva la posizione (1911)
- Il clarino di Tontolini (1911)
- Tontolini ipnotizzato (1911)
- Tontolini e l'asino (1912)
- Polidor cameriere della buona società (1912)
- Polidor uomo statua (1912)
- Polidor si sposa (1912)
- Polidor fa le iniezioni (1912)
- Polidor cameriere della buona società (1912)
- Il grammofono di Polidor (1912)
- Polidor eroe (1913)
- Polidor e l'elefante (1913)
- Polidor ciclista (1913)
- Polidor coi baffi (1914)
- Polidor elettrico (1916)
- Polidor e il giapponese (1917)
- Pazzia contagiosa (1917)
- Polidor cambia sesso (1918)
- Il regalo imbarazzante (1918)
- L'elegante canaglia di Parigi (1918)
- Venti giorni all'ombra, regia di Gennaro Righelli (1918)
- La canaglia di Parigi (1919)
- Justitia (1919)
- L'ultima fiaba (1920)
- I creatori dell'impossibile (1922)
- Il corsaro nero (1937)
- È sbarcato un marinaio, regia di Piero Ballerini (1940)
- La reggia sul fiume, regia di Alberto Salvi (1940)
- La figlia del Corsaro Verde, regia di Enrico Guazzoni (1941)
- L'angelo del crepuscolo, regia di Gianni Pons (1942)
- Il folle di Marechiaro, regia di Roberto Roberti (1952)
- Per le vie della città, Regia di Luigi M. Giachino (1956)
- Le notti di Cabiria, regia di Federico Fellini (1957)
- Un ettaro di cielo, regia di Aglauco Casadio (1957)
- Il romanzo di un giovane povero, regia di Marino Girolami (1958)
- Ballerina e Buon Dio, regia di Antonio Leonviola (1958)
- La dolce vita, regia di Federico Fellini (1960)
- L'impiegato, regia di Gianni Puccini (1960)
- Accattone, regia di Pier Paolo Pasolini (1961)
- Scano Boa, regia di Renato Dall'Ara (1961)
- 8½, regia di Federico Fellini (1963)
- Una storia moderna - L'ape regina, regia di Marco Ferreri (1963)
- Toby Dammit, episodio di Tre passi nel delirio, regia di Federico Fellini (1968)